# Patrick Pearse
Patrick Henry Pearse, irsky Pádraig Anraí Mac Piarais (10. listopadu 1879 Dublin – 3. května 1916 tamtéž) byl irský politik, spisovatel a revolucionář.
Byl klíčovou osobností tzv. Velikonočního povstání roku 1916, v němž irští republikáni povstali proti britské správě v boji za nezávislost Irska. Pearse vedl během povstání nejaktivnější složku – Irské republikánské bratrství (Irish Republican Brotherhood). Když revolucionáři vyhlásili Irskou republiku, byl Pearse prohlášen jejím prezidentem. Povstání však bylo potlačeno a Pearse byl roku 1916 popraven. Pro Iry je národním hrdinou, v anketě Největší Ir z roku 2010 obsadil 6.–10. místo.